# 福田真平
福田　真平（ふくだ　しんぺい、1987年11月22日 - ）は、日本競輪学校第113期生の競輪選手。神奈川県藤沢市出身で、元はロードレース選手である。
藤沢北高校卒業。脚質はスプリンター。
アジアツアーでのステージ優勝2度の経験を持つ。いずれも大集団スプリントを制しての勝利である。
2011年ツール・ド・熊野ではリーダージャージを着用。